# Mittelbrücke (Bensheim)

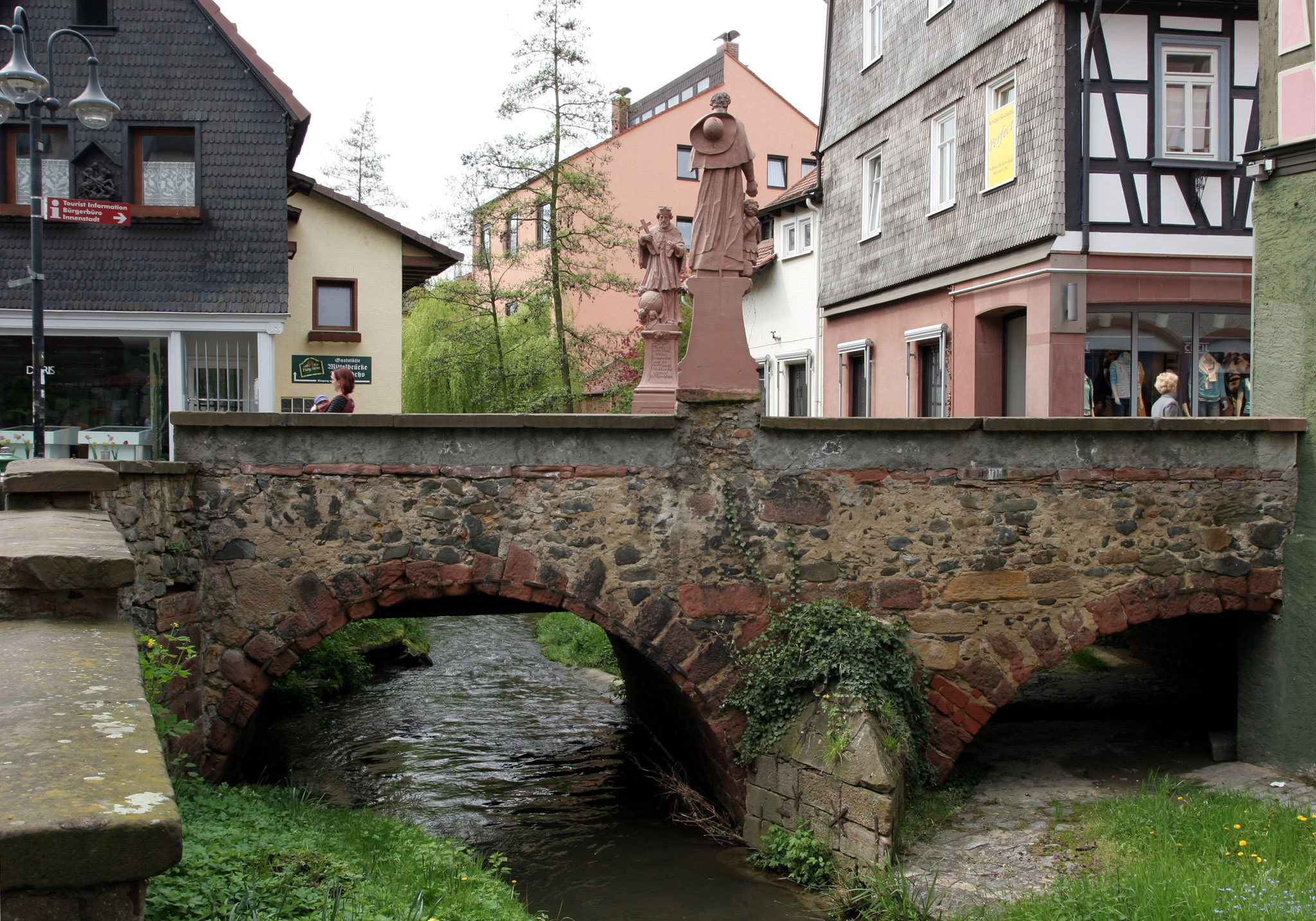
Die Mittelbrücke (Westseite)

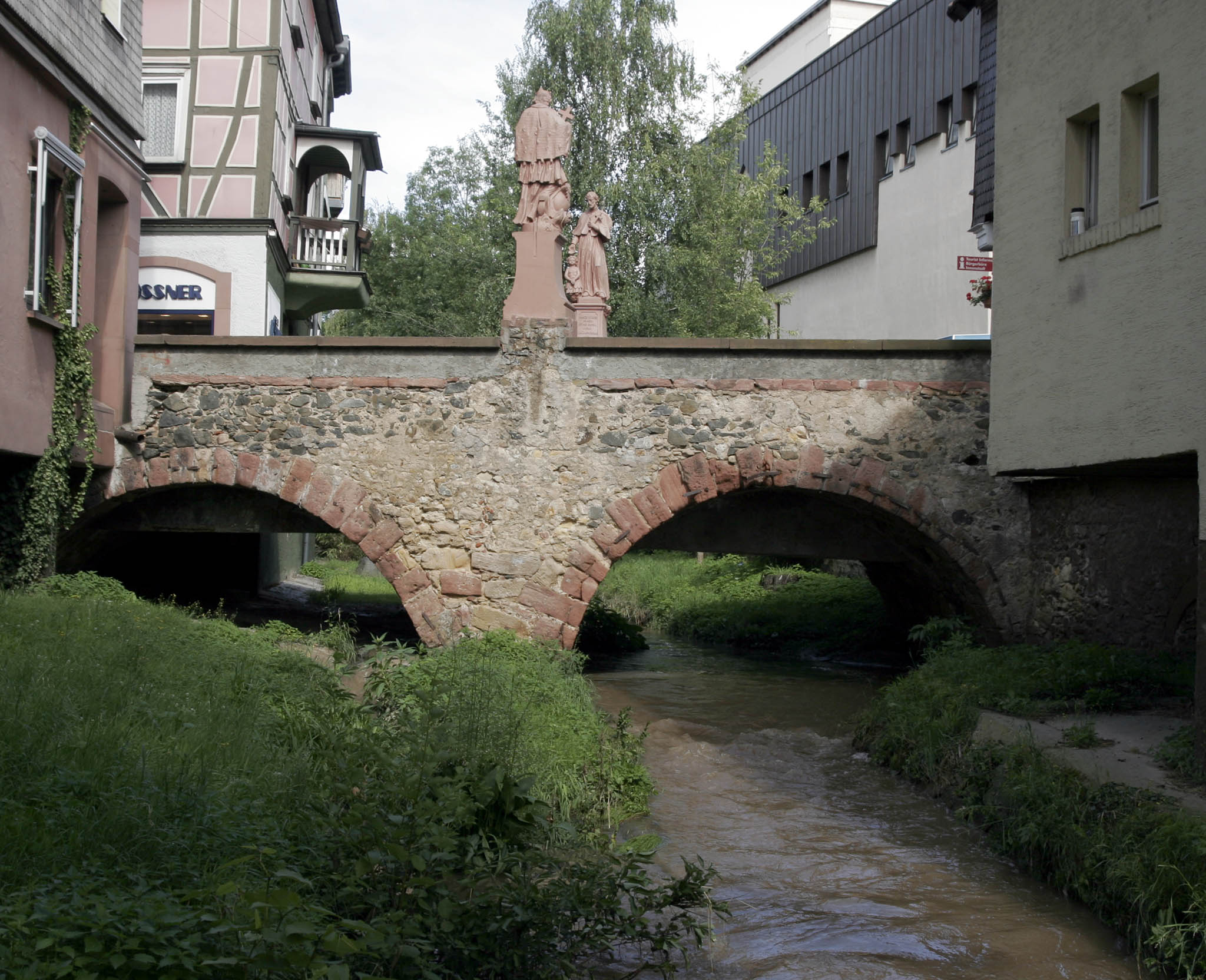
Die Mittelbrücke mit dem unter ihr fließenden Winkelbach (Ostseite)

Die Mittelbrücke ist ein unter Denkmalschutz stehendes Kulturdenkmal in Bensheim an der Bergstraße. Es handelt sich dabei um eine 1732 errichtete Brücke über den Winkelbach.

## Geschichtliches und Gegenwart

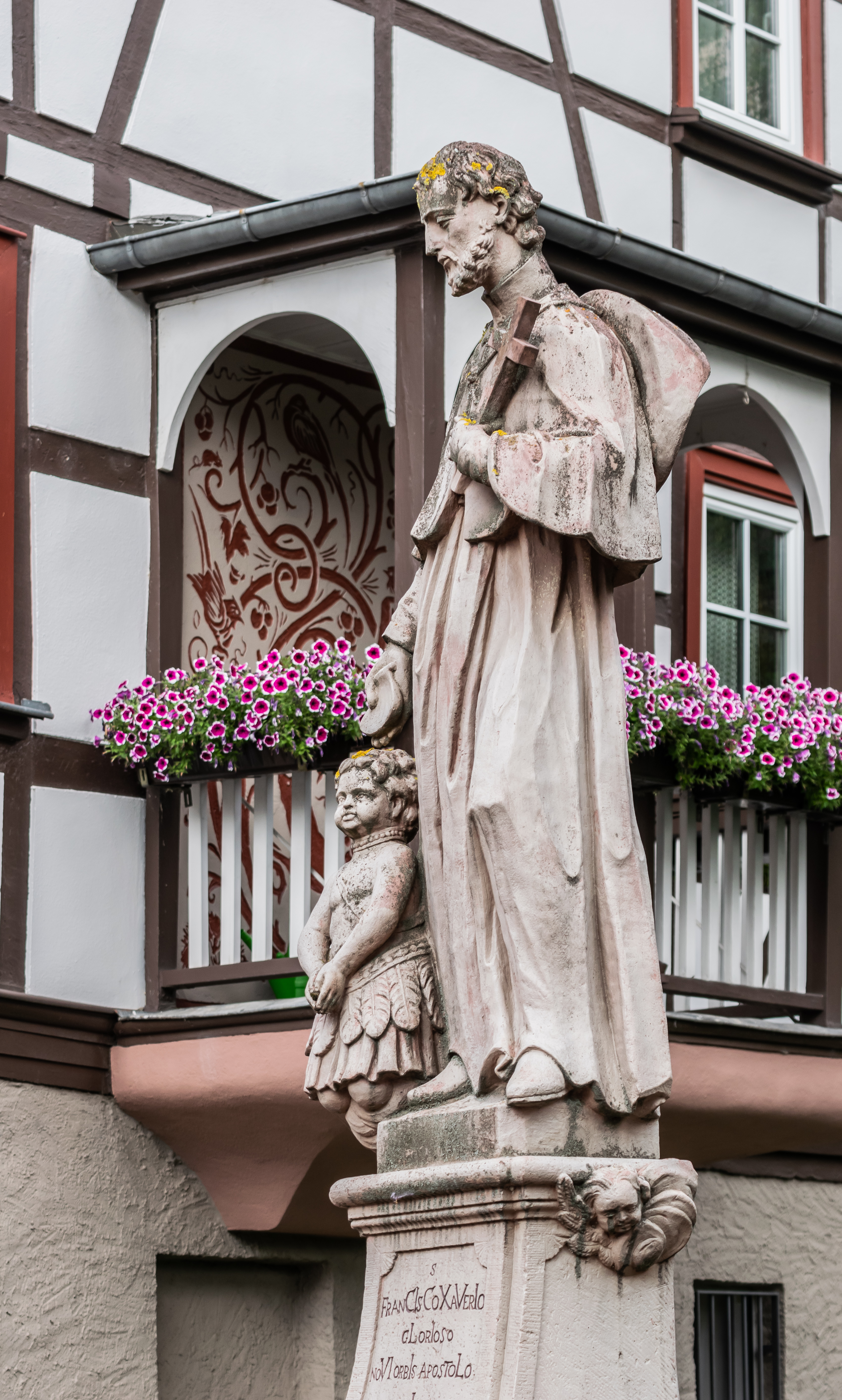
Die Figur des Franz Xaver

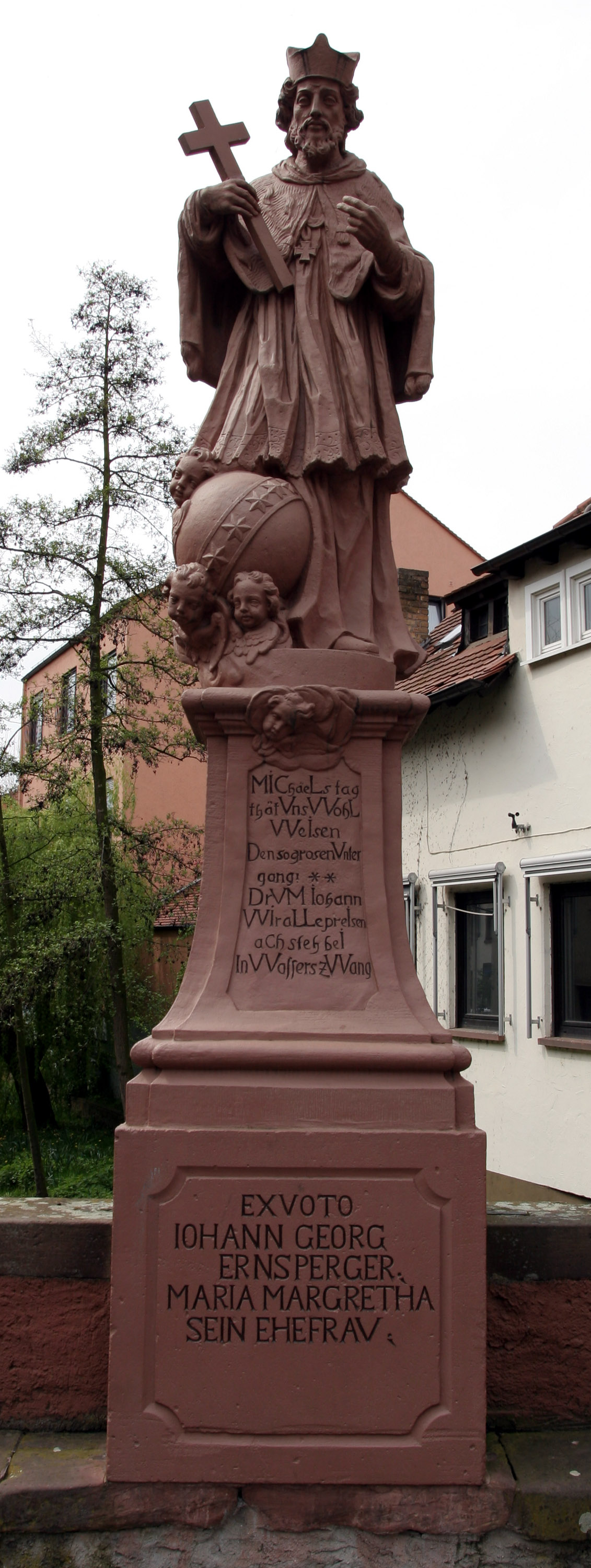
Die Figur des Johannes von Nepomuk

An der Stelle der heutigen Steinbrücke befand sich früher vermutlich eine hölzerne Zugbrücke, die von Türmen gesichert war. Die Brücke war eine Verbindung zwischen der alten Bensheimer Kernstadt und der Bensheimer Vorstadt. Die Holzbrücke wurde am 29. September 1732 bei einem Hochwasser zerstört. Ein Jahr später begann der Neubau der Brücke nach Plänen des Ratsbaumeisters Johann Joseph Heckler. Den Auftrag führte der  Weinheimer Maurermeister Johann Thomas aus. Auf der verloren gegangenen alten Inschrifttafel stand: „1733 IST DIE BRICK NEI GEMACHT WORTEN DAAHLEN BAUMEISTER IOSEF HECKLER“. Unterhalb des Textes waren zwei in Stein gehauene gekreuzte Palmzweige.
Das Bensheimer Ehepaar Ernsperger stiftete vermutlich 1747 zwei Heiligenfiguren für die Mittelbrücke: Johannes von Nepomuk und Franz Xaver. Beide stehen sich auf der Brüstungsmauer diametral gegenüber. Um 1880 wurde die beschädigte Figur des Franz Xaver durch eine neuere Darstellung ersetzt. Vermutlich wenige Jahre später ergänzte man die Darstellung des Franz Xaver durch eine Assistenzfigur, einen indischen Knaben. 1900 wurde die ebenfalls stark beschädigte Figur des Johannes von Nepomuk durch eine barocke Originalfigur ausgetauscht. Die beiden Plastiken wurden in den 1920er und 1970er Jahren restauriert und 1987 durch Kunststeinkopien ausgetauscht. Die Original-Plastiken befinden sich in der Stadtpfarrkirche St. Georg. Die Podeste und Sockel der beiden Figuren haben Inschriften über ihre Entstehungsgeschichte in Form eines Chronogramms. Es ist allerdings fraglich, ob im Laufe der Restaurierungen der Text noch originalgetreu erhalten ist. Unterhalb der Figur des Nepomuk steht: „MIChaeLstag/that Uns WohL/WeIssen/Den so grosen Unter/gang./DrUM Iohann/WIr aLLe preIsen/aCh steh beI/In Wassers zWang“. Auf dem Sockel: „EX VOTO/IOHANN GEORG/ERNSPERGER/MARIA MARGRETHA/SEIN EHEFRAU“. Der gleiche Wortlaut findet sich auf dem Sockel von Franz Xaver. Auf dem Podest der Figur steht: „franCIsCo XaVerIo/gLorIoso/noVI orbIs apostoLo/benIgno/In neCessItatIbUs patrI/ponIt/ULtIMa oCtobrIs/gratI CLIentIs pIetas“; darunter zusätzlich: „qUantIs In res a VentIs IaCtaMUr et UnDIs/anCHora tU nostrae XaVIer esto ratI“ („Dem Franziskus Xaverius dem glorreichen des neuen Erdkreises Apostel dem gütigen in Nöten Vater setzt [dieses Denkmal] am letzten Oktober eines dankbaren Schutzbefohlenen Frömmigkeit....Wenn wir in Not von starken Winden und Wellen geschüttelt werden, sollst Anker sein, Du Xavier, unserem Floße“. Nach einer Übersetzung von Kieffer, 1911)
Im Jahr 2013 wurde die Brücke umfassend saniert. Bei den Arbeiten konnten unter anderem zwei Stahlbetonträger, welche die Brücke in den vorangegangenen Jahrzehnten trugen, entfernt und somit das ursprüngliche Natursteingewölbe wiederhergestellt werden. Die Brücke ruht seither wieder auf den beiden Bögen.

## Aufbau
Das Brückenbauwerk besteht aus zwei Rundbögen mir unterschiedlicher Spannweite. Als Baumaterial dienten Rotsandsteine, Gelbsandsteine und Bruchsteine. Die beiden Bögen werden durch einen geschärften Strompfeiler getrennt. Der obere Teil der Brüstung wurde im 20. Jahrhundert auf beiden Seiten mit Ziegelsteinen erhöht und verputzt.